# Henry de Montherlant
Henry Marie Joseph Frédéric Expedite Millon de Montherlant (20. dubna 1895 Paříž - 21. září 1972 tamtéž) byl francouzský spisovatel, dramatik a esejista.

## Život
Montherlant pocházel z bohaté šlechtické monarchistické rodiny, ze které měl užší vztah jen se svou matkou a babičkou. Rod pocházel z Pikardie a jeho členové po generace zastávali vysoké vojenské funkce. Montherlant měl soukromého učitele a poté navštěvoval různé školy, naposledy od ledna 1911 katolickou Collège Sainte-Croix v Neuilly. Kvůli intimnímu vztahu s mladším studentem ji pak musel v březnu 1912 krátce před maturitou opustit. Když v roce 1914 vypukla válka, přihlásil se do armády a byl vážně zraněn. První světovou válku zpracoval v autobiografickém příběhu Sen a v písni Chant funèbre pour les morts de Verdun (Pohřební píseň pro padlé z Verdunu). Obě díla vzdávají hold hrdinství bojovníků v první světové válce.
Montherlant uskutečnil své první literární pokusy ve věku deseti let, někdy společně se svým přítelem z dětství Jacquesem-Napoléonem Faure-Biguetem. Po válce se definitivně rozhodl pro povolání spisovatele. Jeho tématy byly zpočátku mládí, válka, býčí zápasy. V letech 1920 až 1924 byl generálním tajemníkem vojenského hřbitova v Douaumontu. Od roku 1925 cestoval po Španělsku a severní Africe, ale ve 30. letech se vrátil do Paříže. Největší úspěch zaznamenal jeho romantický příběh Les jeunes filles (1936–1939). V roce 1940 byl válečným zpravodajem a v letech 1942 až 1945 pracoval pro Mezinárodní červený kříž.
Po válce se Montherlant začal věnovat divadlu. V roce 1960 byl zvolen členem Francouzské akademie. Jeho zdraví se začalo zhoršovat; po přestávce více než dvaceti let pokračoval v práci na románech a vydal mimo jiné La rose de sable a Les garçons; romány, které začal psát už před desetiletími.
Montherlant zemřel v roce 1972 ve věku 77 let ve svém bytě v Paříži sebevraždou, kdy požil kyanid a střelil se do hlavy.

## Dílo
Kromě jeho rodiny zahrnují Montherlantovy formující vlivy z jeho mládí sport, literaturu a býčí zápasy. Ve svých raných dílech idealizuje kult ega, maskulinitu a boj o přežití. Montherlant byl ovlivněn hlavně D'Annunziem, Nietzschem a Barrèsem. Teprve později dokázal vidět události a společnost své doby kriticky. Jeho vybroušený styl a dobrá schopnost psychologicky analyzovat lidi mu již brzy vynesly pověst klasika.
Montherlant byl známý i pro svou misogynii, kterou popsala Simone de Beauvoirová v jedné kapitole Druhého pohlaví.